# Saline Salzderhelden

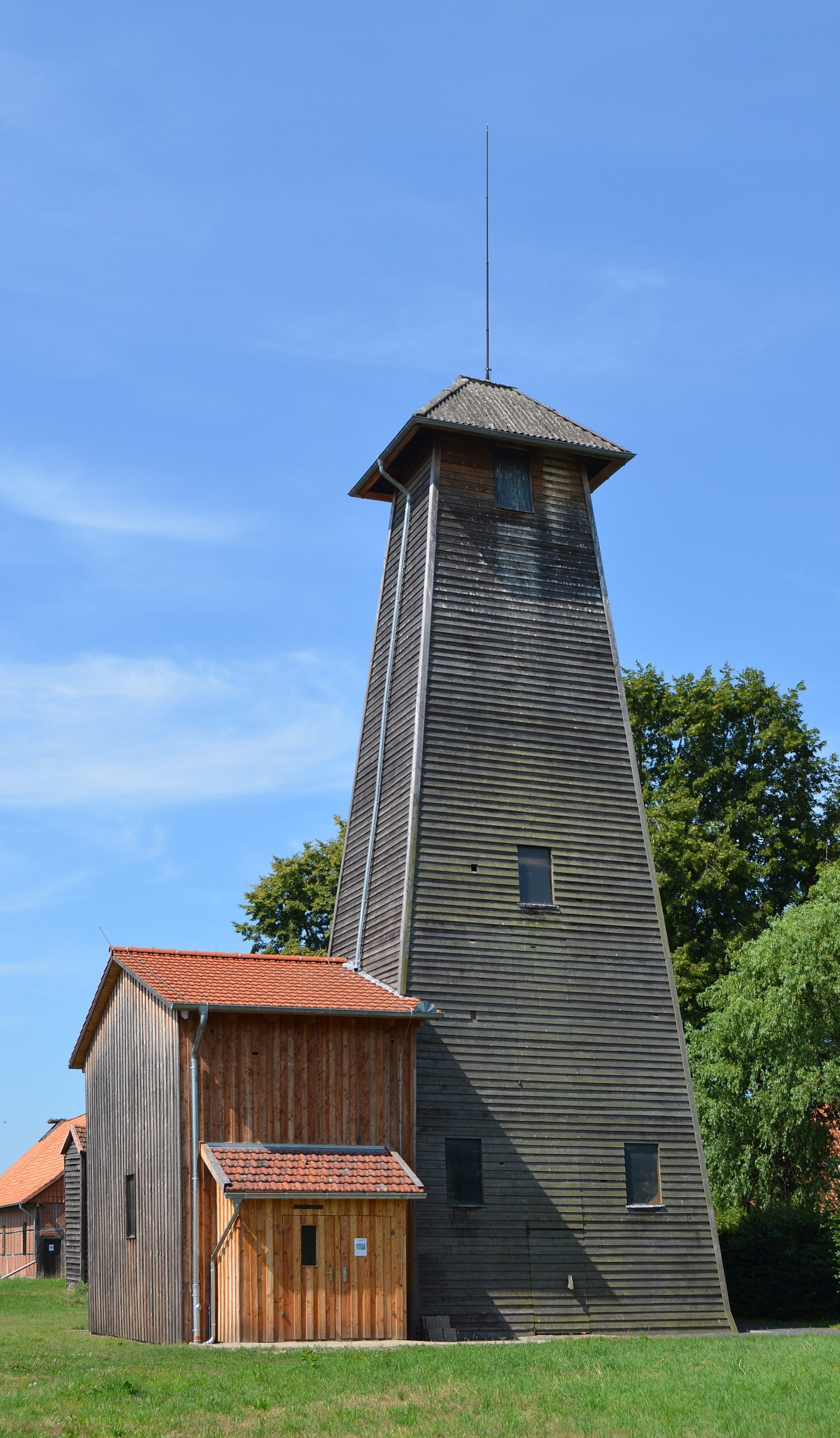
Der 1884 errichtete und 2020 abgebrannte Bohrturm II der Saline Salzderhelden (2013)

Die Saline Salzderhelden ist eine Saline in Salzderhelden in Südniedersachsen. Ihr 1884 errichteter Bohrturm wurde bei einem Brand im Jahr 2020 zerstört und 2025 wieder aufgebaut.

## Vorgeschichte
Der Sage nach wurde die Salzquelle  1173 von einem Schweinehirten am Bergeshang entdeckt. Der Fund gab Anlass für die Entwicklung der Salzgewinnung, die Salzderhelden fast 800 Jahre lang prägte. Über die Frühzeit der Saline ist wenig bekannt, sie wurde etwa im 12. Jahrhundert gegründet. Erste Erwähnungen der Salzquelle datieren auf 1332 und 1337 in Urkunden von Herzog Ernst I. von Grubenhagen.

## Baugeschichte
1586 erhielt der Salzbrunnen im Ort eine 240 Meter lange Wasserkunst, die in vier Metern Höhe die Straße überquerte. 1653 wurde ein Gradierwerk zur Anreicherung der Sole geplant, und 1662 wurde ein gemeinsames Salzvorratshaus erbaut. Ab 1693 wurde ein 112 Meter langes Gradierwerk angelegt und 1732 auf 225 Meter verlängert.
1757 wurde die Saline auf das Flurstück Flamke westlich des Dorfes verlegt, und ab 1772 wurden zwei Windmühlen für die Pumpen und auch das Gradierwerk neu erbaut. Zur Salzgewinnung kam 1851 mit der Eröffnung eines Solbads der Bade- und Kurbetrieb hinzu. Eine neue Sohlebohrung 1860 erreichte 450 Meter Tiefe, für die Förderung wurde eine Dampfmaschine errichtet, die die alte Salzkunst teilweise ersetzte. Die Salzkunst wurde 1885 vollständig stillgelegt. 1899 wurde ein Kaliwerk gebaut, das 1909 mit der Förderung begann, aber 1925 wieder stillgelegt wurde. 1920 wurde die Saline elektrifiziert. Die Transmission als Mittel der Kraftübertragung auf das Bohrgestänge behielt man bei, sodass im Landkreis Northeim heute neben der Blankschmiede Neimke ein zweites Beispiel dieser selten gewordenen Technologie erhalten ist.

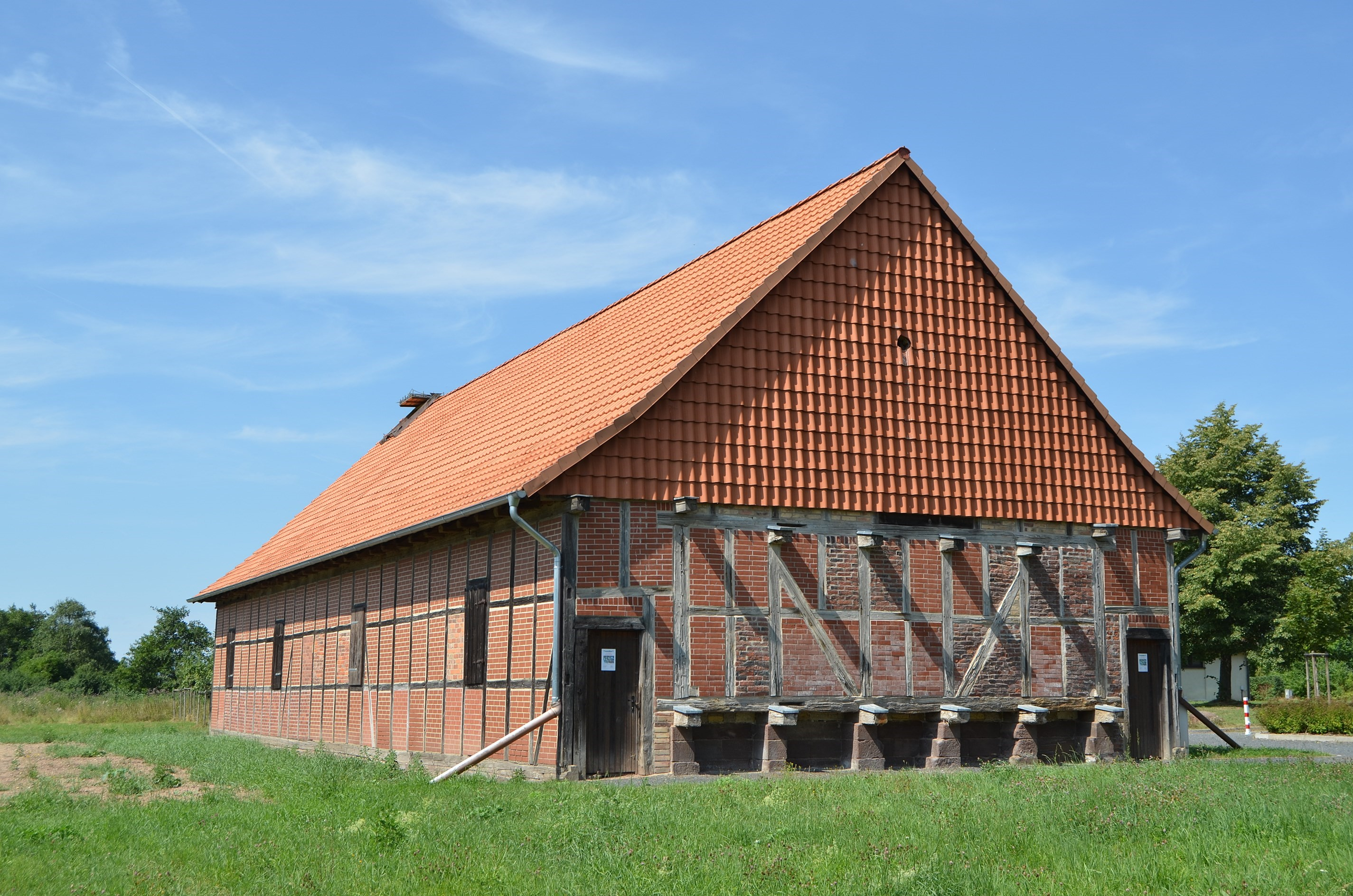
Solebehälter von 1862 in der Art eines Fachwerkhauses

1933 wurde der Betrieb fast ganz heruntergefahren, so dass nur noch zwei Pfannen arbeiteten. Nach der Betriebseinstellung 1960 und dem Abriss der Siedehäuser bis Mitte der 1970er Jahre blieben nur noch der Bohrturm und der Solebehälter erhalten. Letzterer, erbaut aus den Balken des alten Gradierwerkes, ist anders als an der Saline Sülbeck von Fachwerkmauern umgeben, sodass er von außen wie ein Haus aussieht.

## Nutzungsgeschichte
Die flüssige Sole wurde mit dem Bohrturm nach oben befördert und in dem hölzernen Solereservoir zwischengelagert. Dann wurde das enthaltene Wasser in Siedepfannen, die in 15 Siedehäusern standen, in rund 50 bis 70 Stunden verdampft und schließlich im Darre-Gebäude gelagert, bis das Salz handelsfertig vorlag. Die Siedehäuser, die Kote genannt wurde, gehörten den in einer Pfännerschaft organisierten Salzsiedern.
Die Siedezeit der Pfänner dauerte damals von Anfang April bis Ende November, der Anteil der Pfänner und sonstiger Salinenarbeiter an der örtlichen Bevölkerung war gemäß dem Hausbuch von 1664 sehr hoch. Dieser hohe Anteil blieb während der gesamten Salinengeschichte bis Anfang des 20. Jahrhunderts bestehen.
1960 stellte die Saline die Salzproduktion ein. Ab 1963 übernahm die Stadt Einbeck die Saline. Seitdem wurde Sole nur noch im Bohrturm II für Bäder und Inhalationen gefördert, die im Solbad verabreicht wurden. 1994 wurde auch der Badebetrieb eingestellt.

### Sanierung, Brand und Wiederaufbau

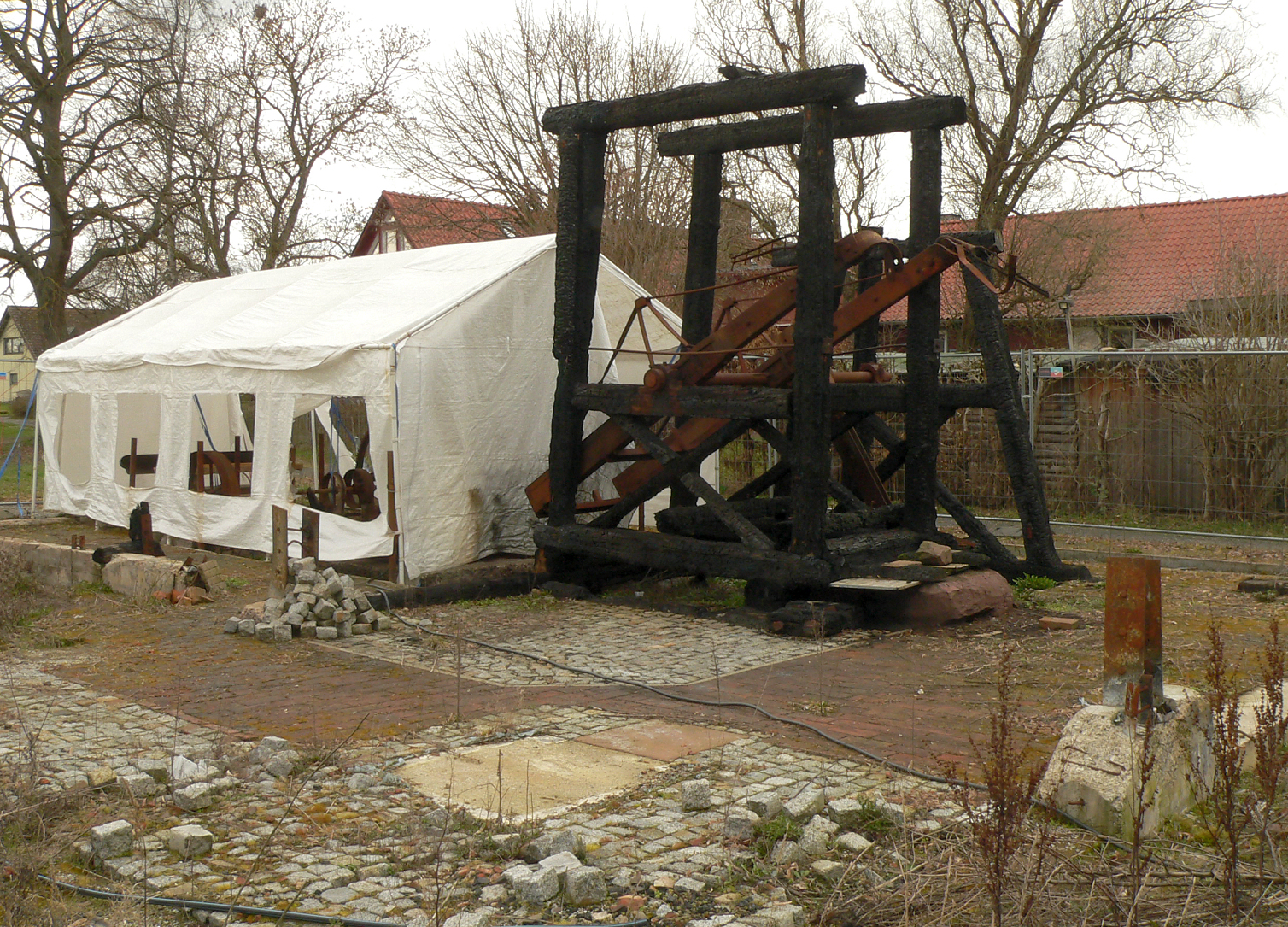
Der 2020 abgebrannte Bohrturm, 2023

2009 wurde der Bohrturm im Wesentlichen in ehrenamtlicher Arbeit restauriert und 2011 zu musealen Zwecken wieder eröffnet. In der Nacht zum 4. Juli 2020 brannte er trotz eines Feuerwehreinsatzes ab. Der Schaden wird auf 1,5 Millionen Euro geschätzt. Zur gleichen Zeit kam es in Einbeck zu einer Reihe von Brandstiftungen, aufgrund dessen die Polizei eine Ermittlungsgruppe einrichtete. Einem wegen 17 Bränden verurteilten 23-jährigen ehemaligen Feuerwehrmann konnte die Brandstiftung an der Saline nicht nachgewiesen werden. Darüber hinaus wurde im Zusammenhang mit der Brandserie eine 30-jährige Frau festgenommen, bei der unklar war, für welche Feuer sie verantwortlich ist. Die Stadt Einbeck genehmigte 2022 den Wiederaufbau des abgebrannten Turms. 2025 baute der Kultur-Förderkreis Salzderhelden unter finanzieller Beteiligung der Stadt Einbeck den Turm für 450.000 Euro wieder auf.